# Травень 2001
Травень 2001 — п'ятий місяць 2001 року, що розпочався у вівторок 1 травня та закінчився в четвер 31 травня.

## Події
- 29 травня — Барбара та Дженна Буш притягнуті до відповідальності за вживання алкоголю будучи неповнолітніми та видаючи себе за повнолітніх у Техасі.